# Grotte de Balme
La grotte de Balme est une cavité souterraine naturelle, située sur la commune de Magland en Haute-Savoie, dans la région Auvergne-Rhône-Alpes.

## Description
La grotte, visible depuis le fond de la vallée de l'Arve, se détache nettement sur la paroi verticale de calcaire urgonien, sur la rive droite. L'entrée principale se situe à une altitude de 725 mètres, au lieu-dit de Balme, sur la commune de Magland, mais le réseau souterrain, dépassant les 5 000 mètres de long, s'étend aussi sur la commune voisine d'Arâches-la-Frasse. On y accède par un sentier aménagé qui part de la RD 6 entre Balme et Arâches.
La grotte consiste en fait d'un complexe de plusieurs cavités reliées entre elles par des boyaux souterrains. Outre l'entrée principale, on y accède également par la grotte des Comitards, la grotte Porret, la grotte du 7e ciel et la caverne Mangin, entrées plus difficiles d'accès, situées le long de la paroi.
La progression au cours des premières centaines de mètres est assez facile à effectuer, le sol étant relativement plat et d'une légère inclinaison vers le bas, ce qui explique la grande fréquentation de la grotte au cours de l'histoire. Un gouffre, situé non loin de l'entrée, d'une profondeur de 63 mètres a retenu l'attention des premiers visiteurs. Un peu plus loin, une porte étroite puis un grand nombre de siphons et de lacs souterrains rend la progression plus difficile aux non-spécialistes de spéléologie.

## Toponymie
Balme est un toponyme fréquent en Savoie, une balme désignant une cavité naturelle. Il existe beaucoup de grottes ayant le même nom.

## Histoire
La grotte est fréquentée depuis très longtemps par l'homme. En 1976, des fouilles ont permis de découvrir un grand nombre de pierres polies du néolithique final, des tessons de céramiques datant de l'âge du bronze jusqu'au haut Moyen Âge et des monnaies romaines.
Au XVe siècle, la grotte aurait servi de lieu de réunion d' « hérétiques » et de « sorciers », actifs dans la région. En réponse, une bulle papale du 15 juin 1471 autorise la fondation du couvent des cordeliers à Cluses pour combattre, par prédication, l'hérésie.
En 26 juin 1764, Horace Bénédict de Saussure visite la grotte après avoir entendu le récit d'un paysan y évoquant la présence de fées, et celui d'un habitant de Cluses, ayant déjà visité la grotte en quête d'un hypothétique et inexistant trésor au fond du gouffre. Il remarque l'abondance et l'originalité des concrétions et des cristaux de calcaire, et inscrit sur l'un des murs sa signature. Il observe que plusieurs sources proches de la grotte sur la rive droite de l'Arve se situent en dessous du lac de Flaine, lequel ne possède aucun débouché, donc qu'il existe un réseau hydrographique souterrain et conclut sur l'origine naturelle de la cavité.
Parmi les explorateurs de cette époque, notons également Marc-Théodore Bourrit, qui fit détoner une grenade dans le gouffre pour en évaluer la profondeur, et Johann Wolfgang von Goethe, qui visita la grotte et tira un coup de pistolet pour y entendre le résonnement, le 4 novembre 1779.
La première topographie moderne est l'œuvre du genevois Alexandre Le Royer, après un relevé de la grotte effectué en juillet 1897.
En 1961, la cavité est poursuivie par la Société Spéléologique Suisse, section de Genève, et après avoir vidé un siphon d'autres salles sont découvertes. Malgré des mesures de protection, les cristaux de la grotte sont pillés et sont vendus dans certaines bourses aux minéraux en Suisse et en France en 1965. En 1967 huit genevois sont condamnés à de fortes amendes et des peines de prison. Depuis, de nombreuses explorations et désobstructions ont permis d'amener le développement à 5 003 m pour 165 m de dénivelé.
Parallèlement à l'exploration, la grotte est devenue une destination touristique importante pour la découverte de la spéléologie.

## Hydrologie
Une coloration faite en 1985 est ressortie à la résurgence de Magland à 505 m d'altitude et 1 500 m plus au sud. Les eaux proviennent du bassin de Flaine, d'une partie du Désert de Platé et des pertes de Combe Vernant.